# أول حب (فلم)
أول حب فيلم دراما مصري  للمخرج عبد الرحمن شريف عام 1964، قصة الكاتب عبد الحميد جودة السحار. الفيلم من بطولة سعاد حسني وأحمد رمزي ونوال أبو الفتوح ويوسف فخر الدين، تدور أحداث الفيلم حول شاب يرسب في دراسته ويخبر أحد الدجالين أسرة الشاب أنه يجب أن يبحث لابنه عن الحب.
صدر الفيلم إلى دور العرض المصرية في 16 أبريل 1964.
منح موقع قاعدة بيانات الأفلام العربية «السينما.كوم» الفيلم درجة 5.6/ 10.

## أحداث الفيلم
يعاني الشاب محمد أنور (وجيه صدقي) من حالة لا مبالاة ولا يهتم بدراسته، ولا هدف له في الحياة، وهو شاب قليل الخبرة. يعيش محمد مع والده أنور البنهاوي (محمد رضا) صاحب مصنع النسيج ووالدته (عزيزة حلمي) وابنة عمه وفاء (نوال أبو الفتوح) التي تحبه من طرف واحد. كان سبب حالة محمد أنه وحيد والديه وشب منطوياً. يلجأ والده إلى زميله في الكلية رشاد (يوسف فخر الدين)، والذي تخرج ويعمل في المصنع، ويطلب منه أن يساعد محمد للخروج من عزلته ويصحبه إلى أحد النوادي الليلية ولا مانع من تناول الخمر. يقوم رشاد بالنصيحة ولكنها لم تأتي بثمارها ويقترح عليه أحد عملاءه، الأستاذ راجي (أحمد الجزيري) أن يلجأ للدكتور النفساني سالم الفكهاني (عبد المنعم إبراهيم) الذي يكلف الفتاة الجميلة دنيا عبد الحميد (سعاد حسني) بإقامة علاقة عاطفية مع محمد لتحرك مشاعره فإذا راق لها تزوجته، وقبلت دنيا المهمة لاحتياجها للمال لمساعدة والدتها (علية عبد المنعم) وبالفعل تصطدم دنيا في الطريق بمحمد ويحدث التعارف وتتغير أحوال محمد، فقد حرك الحب قلبه. يكلف الدكتور سالم أيضاً ممدوح عبد السلام (أحمد رمزي) بالاحتكاك بمحمد والشجار معه، ويوافق ممدوح لاحتياجه للمال حيث أنه يدرس في السنة النهائية بكلية الحقوق ويقوم بإعالة نفسه بالعمل في بعض الأعمال البسيطة. يقوم ممدوح بالتحرش بدنيا فيتشاجر معه محمد ويقوم ممدوح بضربه، وفى نفس الوقت يحدث تقارب بين ممدوح ودنيا ويسأل كل منهما الآخر عن سبب قبوله هذه المهمة، ويتضح لهم قصة كفاح الآخر مما يزيد من التقارب بينهما، وتنشأ عاطفة حب، وتكتمل التمثيلية على محمد متظاهرين بحبهما أمامه.
يهتم محمد بدراسته ويواصل تحصيل دروسه وينجح في الكلية ويلتحق بالعمل في مصنع النسيج ويتعلم المصارعة والملاكمة. قام الدكتور سالم بتجميع كل من ممدوح ودنيا من ناحية ومحمد ورشاد من ناحية أخرى جميعاً على مائدة واحدة في أحد الكازينوهات ودار نقاش حاد بين الجميع انتهى في قسم الشرطة بعد أن قام محمد بضرب ممدوح. أبلغت دنيا أنور البنهاوي أنها لم تستطع أن تحب محمد، ولكنها أحبت ممدوح وطلبت منه أن يبلغ محمد بالأمر، ولكن محمد سمعهما وذهب لعرسها على ممدوح وبارك لها وشكرها على الخدمة التي أسدتها اليه، فحبها كان سبباً في أن يجد ذاته ويصبح شيئاً في هذا المجتمع، وأنه قد عرف هدفه في الحياة واختار ابنة عمه وفاء لتكون رفيقته في الحياة.

## طاقم التمثيل
- سعاد حسني: في دور دنيا عبد الحميد

- أحمد رمزي: في دور ممدوح عبد السلام

- وجيه صدقي: في دور محمد البنهاوي

- عبد المنعم إبراهيم: في دور الدكتور سالم الفكهاني (الطبيب النفساني)

- يوسف فخر الدين: في دور رشاد (زميل محمد في الدراسة)

- نوال أبو الفتوح: في دور وفاء (ابنة عم محمد البنهاوي)

- محمد رضا: في دور أنور البنهاوي (صاحب مصنع النسيج)

- علية عبد المنعم: في دور والدة دنيا

- أحمد الجزيري: في دور الأستاذ راجي (أحد عملاء مصنع النسيج)

- عزيزة حلمي: في دور والدة محمد البنهاوي

بالاشتراك مع: سهير زكي – كامل أنور – حسين إسماعيل – محسن حسنين – محمد إدريس – سيد عبد الله – أحمد مرسي – إبراهيم قدري – نيللي محمود – وفاء حلمي – مختار السيد.

## أغاني الفيلم
كلمات الأغاني: عبد الوهاب محمد
غناء: وجيه صدقي
أغنية: مش مصدق (لحن: عبد العظيم محمد)
أغنية: ماقدرتش (لحن: محمد فوزي)

## روابط خارجية
- مقالات تستعمل روابط فنية بلا صلة مع ويكي بيانات

https://dhliz.com/film/awel_7ob/ أول حب (فيلم)
https://souad.banouta.net/t32-topic أول حب (فيلم)
https://karohat.com/Title/8ca19150-a71e-4287-bc36-4ea917642ee1 أول حب (فيلم)